# DR2
DR2はデンマーク放送協会テレビの主要チャンネル。

## 概要
DR2は衛星放送向けに1996年8月30日に開局した。2006年3月31日には地上デジタル放送での放映が開始した。

## 主な番組
- Deadline
- Jersild & Spin
- Pilot Guides
- ザ・デイリー・ショー